# Leucosolenia serica
Leucosolenia serica är en svampdjursart som beskrevs av Tanita 1942. Leucosolenia serica ingår i släktet Leucosolenia och familjen Leucosoleniidae.
Artens utbredningsområde är havet kring Japan. Inga underarter finns listade i Catalogue of Life.